# Microporella inermis
Microporella inermis är en mossdjursart som beskrevs av Liu 200. Microporella inermis ingår i släktet Microporella och familjen Microporellidae. Inga underarter finns listade i Catalogue of Life.